# Guidan Ider
Guidan Ider (auch Gaidan Ider, Gidan Ider, Guida Ider, Guidam Ider, Guidan Idder, Guidanider) ist ein Dorf in der Landgemeinde Malbaza in Niger.

## Geographie
Das von einem traditionellen Ortsvorsteher (chef traditionnel) geleitete Dorf liegt auf einer Höhe von 297 m in einem Becken etwa 19 Kilometer nordwestlich von Malbaza, dem Hauptort der gleichnamigen Landgemeinde, die zum Departement Malbaza in der Region Tahoua gehört. Durch Guidan Ider führt die Nationalstraße 29, über die man Richtung Süden nach rund zwölf Kilometern das Dorf Tsernaoua und Richtung Norden nach rund 16 Kilometern das Dorf Dabnou und nach rund 100 Kilometern die Regionalhauptstadt Tahoua erreicht.

## Geschichte
Der staatliche Stromversorger NIGELEC elektrifizierte das Dorf ab 2013.

## Bevölkerung
Bei der Volkszählung 2012 hatte Guidan Ider 8582 Einwohner, die in 1484 Haushalten lebten. Bei der Volkszählung 2001 betrug die Einwohnerzahl 6946 in 1170 Haushalten und bei der Volkszählung 1988 belief sich die Einwohnerzahl auf 4729 in 805 Haushalten.
In Guidan Ider wird die Sprache Hausa gesprochen.

## Kultur und Sehenswürdigkeiten

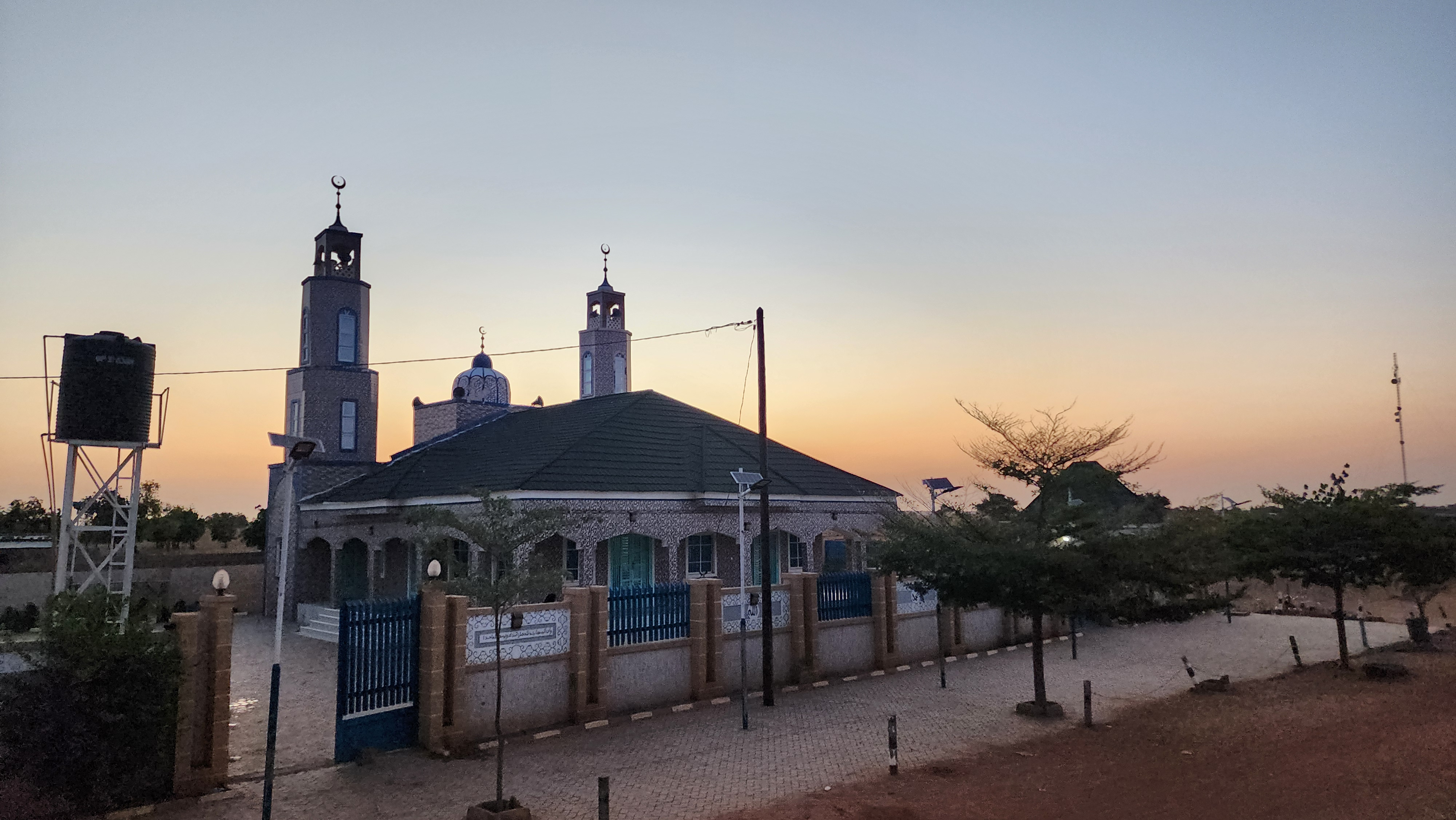
Moschee von Guidan Ider (2024)

Die Moschee von Guidan Ider wurde nach Plänen des Architekten Falké Barmou errichtet, dem Erbauer der Großen Moschee von Yama.

## Wirtschaft und Infrastruktur
Im Dorf gibt es einen Viehmarkt, der vor allem von Zwischenhändlern besucht wird. Der Markttag ist Dienstag. Guidan Ider ist ein Zentrum des Anbaus und der Vermarktung von Zwiebeln, dem nach Uran wichtigsten Exportgut Nigers. Außerdem wird Saatgut für Augenbohnen produziert. Mit einem Centre de Santé Intégré (CSI) ist ein Gesundheitszentrum im Dorf vorhanden. Der CEG Guidan Ider ist eine Schule der Sekundarstufe des Typs Collège d’Enseignement Général. In Guidan Ider wird eine Niederschlagsmessstation betrieben.